# 1841 في المملكة المتحدة
فيما يلي قوائم الأحداث التي وقعت خلال عام 1841 في المملكة المتحدة.

## سياسة

### تعيين في المنصب
- 1 يناير – هنري بوتينغر محافظ هونغ كونغ.
- 30 أغسطس – روبرت بيل رئيس وزراء المملكة المتحدة.
- 30 أغسطس – وليام لامب زعيم معارضة.
- 2 سبتمبر – جورج هاملتون غوردون وزير الدولة للشؤون الخارجية وشؤون الكومنولث [الإنجليزية]‏.
- 3 سبتمبر – آرثر ويلزلي زعيم مجلس اللوردات [الإنجليزية]‏.

### انتهاء فترة المنصب
- 30 أغسطس – روبرت بيل زعيم معارضة.

## ظهور
- 1 يناير – بانش

## مواليد

### يناير
- 1 يناير – سومرز كلارك
- 28 يناير – هنري مورتون ستانلي

### فبراير
- 26 فبراير – لورد كرومر دبلوماسي بريطاني.

### أبريل
- 21 أبريل – جيني كيد تراوت طبيبة كندية.

### أغسطس
- 7 أغسطس – أندرو أينسلي كومن عالم فلك بريطاني.

### سبتمبر
- 1 سبتمبر – آني تشابمان

### نوفمبر
- 9 نوفمبر – إدوارد السابع ملك المملكة المتحدة

### ديسمبر
- 10 ديسمبر – جوزيف بلاكبيرن

## وفيات

### فبراير
- 12 فبراير – أستلي كوبر (مواليد 1768)

### مايو
- 31 مايو – جورج جرين (مواليد 1793)

### نوفمبر
- 2 نوفمبر – الكسندر بيرنز (مواليد 1805)

### ديسمبر
- 8 ديسمبر – ديفيد دون (مواليد 1799)